# Tavaux
Tavaux är en kommun i departementet Jura i regionen Bourgogne-Franche-Comté i östra Frankrike. Kommunen ligger i kantonen Chemin som tillhör arrondissementet Dole. År 2022 hade Tavaux 3 926 invånare.

## Befolkningsutveckling
Antalet invånare i kommunen Tavaux
Referens:INSEE